# 알래스카 토벌작전
알래스카 토벌작전(Alaska 討伐作戰) 또는 군 일부 반혁명 음모 사건(軍一部反革命陰謀事件)이란 1963년 3월 11일 국가재건최고회의 의장 박정희가 군부 내 반대세력을 제거하기 위해 일으킨 반혁명 사건 중 하나이다. 알래스카는 함경도를 의미하며, 해방 직후 한반도에서 진주하던 미 육군 24군단이 붙인 각 도(道)의 작전 암호에서 유래하였다.

## 배경
1962년은 민정이양을 앞두고 5·16 군사 정변 주도세력이 경상도파와 함경도파, 민정참여파와 불참파, 김종필계와 반김종필계 등으로 나뉘어 치열한 권력투쟁을 벌이던 시기였다. 특히 군 내부는 장도영 중심의 평안도 세력이 제거된 후 박임항, 박창암, 김동하 등의 함경도 출신 인사들의 영향력이 막강하였다. 이에 박정희 중심의 주류세력은 함경도 군맥을 제거할 필요성을 느끼고 군부의 쿠데타 음모를 조작하였다.

## 전개
1963년 3월 11일 오전 10시, 김재춘 중앙정보부장은 군부가 쿠데타를 기도했다는 성명을 발표하고 김동하 전 최고회의 외무국방위원장, 박창암, 박임항, 이규광을 비롯하여 현역 군인 및 예비역 장교 등 20명을 구속하고 한 명을 수배하였다. 김재춘은 국가재건최고회의가 기성 정치인들을 정죄하기 위해 만든 정치활동정화법을 일부 해제하자 이에 불만을 품은 군부가 박정희 의장과 최고위원, 기성정치인들을 무력으로 살해하거나 기타 방법으로 제거하려 했다고 주장하였다.
3월 13일, 김재춘은 김윤근 등 11명의 추가구속자 명단을 발표한다.
첫날 구속된 20명 가운데 함경도 출신이 7명이었으며, 박임항, 박창암, 김동하 및 방원철은 함경도 군맥의 대표적 인물이었다. 이로 인해 1963년 쿠데타 음모사건은 군 내부의 함경도 인맥 숙군작전이란 뜻의 '알래스카 토벌작전'으로 불리게 되었다. 김동하는 이 사건이 조작되었다고 주장했으며, 스스로 '알래스카 토벌작전'이라 명명했다.
김현철 내각수반은 쿠데타 기도에 대한 책임을 지고 내각 총사퇴 의사를 밝혔으나 박정희 의장의 만류로 불발되었다. 박병권 국방장관은 12일 도의적 책임을 지고 사퇴하겠다는 기자회견을 했으나 박정희 의장은 박병권의 사표를 수리하지 않았다.
김재춘은 '이 사건의 수사 발단은 쿠데타 모의에 참여했던 공군장교들이 공군참모차장 출신인 정보부 차장 박원석 장군을 밤에 찾아가 제보한 것이다'라고 증언했다.

### 수감자 명단
| - 박임항 - 김동하 - 박창암 - 이규광 - 김명환 - 이종환 - 권창식 - 서상순 - 박준호 - 양한섭 | - 이종태 - 김영하 - 이종민 - 이진득 - 박병섭 - 방원철 - 김광식 - 김동야 - 강계삼 |

## 결과
'알래스카 토벌작전'은 박정희 의장이 다시 정국의 주도권을 잡고 군정을 연장하는 결정적인 계기로 활용되었다. 이 사건으로 김동하를 중심으로 하는 군 내부의 반 김종필 세력이 대거 축출당하면서 김종필을 비롯한 육군사관학교 8기생들의 입지가 커지자 박정희는 이들을 견제하기 위해 육군사관학교 11기생들을 중심으로 하는 하나회에 힘을 실어주었다.
박임항을 필두로 김동하, 박창암, 이규광 등 총 21명이 쿠데타를 음모했다는 혐의로 군사재판에 회부되었다. 박임항은 군사재판에서 사형을 구형받았으나, 유죄 판결을 받고 복역하던 중 3년 뒤에 형집행정지로 풀려났다. 나머지 인사들도 대부분 짧은 수감기간을 거쳐 석방되었고 이후 박정희에 의해 이런저런 공직에 자리를 잡기도 했다.

## 같이 보기
- 반혁명 사건